# Городокский замок
Городокский замок — бастионный замок, существовавший с 1-й половины XVII в. в городе Городок Витебской области.
Замок был построен на террасе правого берега реки Горожанка. Имел форму пятиугольника. Замок был укреплен валом и рвом. Ров имел ширину до 16 метров (его остатки сохранились с северного, восточного и частично западного сторон замчища). С северо-западной стороны находилось болото, из которого вытекал ручей в оборонительный ров. Бастионы замка находились на расстоянии 20 метров друг от друга (их остатки выявлены в северной и восточной частях замчища).
Замчище исследовал в 1981 году М. А. Ткачев.